# European Championships 2018/Teilnehmer (Belgien)
| Gelbes Symbol für Goldmedaillen mit stilisierten Olympischen Ringen | Graues Symbol für Silbermedaillen mit stilisierten Olympischen Ringen | Braundes Symbol für Bronzemedaillen mit stilisierten Olympischen Ringen |
| ------------------------------------------------------------------- | --------------------------------------------------------------------- | ----------------------------------------------------------------------- |
| 6                                                                   | 5                                                                     | 8                                                                       |

Belgien nahm an den European Championships 2018 in Glasgow und Berlin teil.

## Medaillen

### Medaillenspiegel
| Rang   | Sportart                | Goldmedaille – Olympiasieger | Silbermedaille – 2. Platz | Bronzemedaille – 3. Platz | Gesamt |
| ------ | ----------------------- | ---------------------------- | ------------------------- | ------------------------- | ------ |
| 1      | Leichtathletik          | 3                            | 2                         | 1                         | 6      |
| 2      | Radsport (Bahn)         | 1                            | 2                         | 1                         | 4      |
| 3      | Turnen                  | 1                            | 1                         | 1                         | 3      |
| 4      | Radsport (Straße)       | 1                            | —                         | 1                         | 2      |
| 5      | Triathlon               | —                            | —                         | 2                         | 2      |
| 6      | Radsport (Mountainbike) | —                            | —                         | 1                         | 1      |
| 7      | Schwimmen               | —                            | —                         | 1                         | 1      |
| Gesamt | Gesamt                  | 6                            | 5                         | 8                         | 19     |

### Medaillengewinner

#### Gold
| Name | Sportart          | Wettkampf                |
| --- | ----------------- | ------------------------ |
| Robbe Ghys Kenny De Ketele | Radsport (Bahn)   | Zweier-Mannschaftsfahren |
| Nafissatou Thiam | Leichtathletik    | Siebenkampf              |
| Koen Naert | Leichtathletik    | Marathon                 |
| Dylan Borlée Jonathan Sacoor Jonathan Borlée (Finale) Kevin Borlée (Finale) Julien Watrin (Vorlauf) Robin Vanderbemden (Vorlauf) | Leichtathletik    | 4 × 400 m Staffel        |
| Victor Campenaerts | Radsport (Straße) | Zeitfahren               |
| Nina Derwael | Turnen            | Stufenbarren             |

#### Silber
| Name             | Sportart        | Wettkampf    |
| ---------------- | --------------- | ------------ |
| Kenny De Ketele  | Radsport (Bahn) | Punkterennen |
| Nicky Degrendele | Radsport (Bahn) | Keirin       |
| Bashir Abdi      | Leichtathletik  | 10.000 m     |
| Kevin Borlée     | Leichtathletik  | 400 m        |
| Nina Derwael     | Turnen          | Balken       |

#### Bronze
| Name                                                        | Sportart                | Wettkampf          |
| ----------------------------------------------------------- | ----------------------- | ------------------ |
| Jolien D’hoore                                              | Radsport (Bahn)         | Scratch            |
| Nicky Degrendele                                            | Radsport (Bahn)         | Keirin             |
| Jonathan Borlée                                             | Leichtathletik          | 400 m              |
| Githa Michiels                                              | Radsport (Mountainbike) | Cross-Country      |
| Kimberly Buys                                               | Schwimmen               | 50 m Schmetterling |
| Wout van Aert                                               | Radsport (Straße)       | Straßenrennen      |
| Axelle Klinckaert                                           | Turnen                  | Boden              |
| Marten Van Riel                                             | Triathlon               | Triathlon          |
| Claire Michel Jelle Geens Valery Barthelemy Marten Van Riel | Triathlon               | Mixed-Staffel      |

## Teilnehmer nach Sportarten

### Golf
| Athleten                        | Gruppenspiel 1      | Gruppenspiel 2   | Gruppenspiel 3                 | Halbfinale    | Finale        | Rang |
| ------------------------------- | ------------------- | ---------------- | ------------------------------ | ------------- | ------------- | ---- |
| Frauen                          |                     |                  |                                |               |               |      |
| Manon de Roey Chloe Leurquin    | Deutschland 2 5 & 3 | Spanien Halbiert | Vereinigtes Königreich 1 4 & 2 | ausgeschieden | ausgeschieden | 13   |
| Männer                          |                     |                  |                                |               |               |      |
| Lars Buijs Christopher Mivis    | Island 6 & 5        | Norwegen 2 UP    | Italien 1 4 & 3                | ausgeschieden | ausgeschieden | 14   |
| Athleten                        | Ergebnis            | Ergebnis         | Gesamt                         | Rang          | Rang          | Rang |
| Mixed                           |                     |                  |                                |               |               |      |
| Chloe Leurquin Lars Buijs       | 77 Schläge (+5)     | 77 Schläge (+5)  | 148 Schläge (+4)               | 8             | 8             | 8    |
| Manon de Roey Christopher Mivis | 71 Schläge (−1)     | 71 Schläge (−1)  | 148 Schläge (+4)               | 8             | 8             | 8    |

### Leichtathletik
Laufen und Gehen 
| Athleten | Wettbewerb        | Vorlauf     | Vorlauf | Halbfinale    | Halbfinale    | Finale        | Finale        | Rang          |
| Athleten | Wettbewerb        | Zeit        | Rang    | Zeit          | Rang          | Zeit          | Rang          | Rang          |
| --- | ----------------- | ----------- | ------- | ------------- | ------------- | ------------- | ------------- | ------------- |
| Frauen |                   |             |         |               |               |               |               |               |
| Manon Depuydt | 200 m             | 23,59 s     | 4       | 23,60 s       | 8             | ausgeschieden | ausgeschieden | 20            |
| Cynthia Bolingo Mbongo | 400 m             | 51,69 s     | 1       | 51,92 s       | 6             | ausgeschieden | ausgeschieden | 16            |
| Camille Laus | 400 m             | 52,40 s     | 2       | 52,40 s       | 6             | ausgeschieden | ausgeschieden | 21            |
| Renée Eykens | 800 m             | 2:56,24 min | 8       | ausgeschieden | ausgeschieden | ausgeschieden | ausgeschieden | 32            |
| Elise Vanderelst | 1500 m            | 4:10,30 min | 6       | –             | –             | ausgeschieden | ausgeschieden | 13            |
| Louise Carton | 5000 m            | –           | –       | –             | –             | 15:53,27 min  | 13            | 13            |
| Eline Berings | 100 m Hürden      | –           | –       | 12,94 s       | 4             | ausgeschieden | ausgeschieden | 9             |
| Hanne Claes | 400 m Hürden      | –           | –       | 55,75 s       | 2             | 55,75 s       | 4             | 4             |
| Justien Grillet | 400 m Hürden      | 56,94 s     | 3       | 57,40 s       | 8             | ausgeschieden | ausgeschieden | 21            |
| Margo van Puyvelde | 400 m Hürden      | 56,70 s     | 3       | DNS           | DNS           | ausgeschieden | ausgeschieden | ausgeschieden |
| Cynthia Bolingo Mbongo Hanne Claes Justien Grillet Camille Laus                                                                  | 4 × 400 m Staffel | –           | –       | 3:30,62 min   | 3             | 3:27,69 min   | 4             | 4             |
| Männer |                   |             |         |               |               |               |               |               |
| Robin Vanderbemden | 200 m             | 20,50 s     | 1       | 20,62 s       | 7             | ausgeschieden | ausgeschieden | 14            |
| Dylan Borlée | 400 m             | 45,84 s     | 1       | 45,63 s       | 6             | ausgeschieden | ausgeschieden | 17            |
| Jonathan Borlée | 400 m             | 45,19 s     | 1       | 44,87 s       | 2             | 45,19 s       | 3             | Bronze        |
| Kevin Borlée | 400 m             | 45,29 s     | 1       | 45,07 s       | 3             | 45,13 s       | 2             | Silber        |
| Elliott Crestan | 800 m             | 1:47,35 min | 6       | ausgeschieden | ausgeschieden | ausgeschieden | ausgeschieden | 17            |
| Peter Callahan | 1500 m            | 3:54,23 min | 10      | –             | –             | ausgeschieden | ausgeschieden | 30            |
| Ismael Debjani | 1500 m            | 3:41,09 min | 5       | –             | –             | 3:39,48 min   | 8             | 8             |
| Isaac Kimeli | 1500 m            | 3:42,77 min | 7       | –             | –             | ausgeschieden | ausgeschieden | 15            |
| Isaac Kimeli | 5000 m            | –           | –       | –             | –             | DSQ           | DSQ           | DSQ           |
| Robin Hendrix | 5000 m            | –           | –       | –             | –             | 13:36,15 min  | 15            | 15            |
| Soufiane Bouchikhi | 5000 m            | –           | –       | –             | –             | 13:25,22 min  | 10            | 10            |
| Soufiane Bouchikhi | 10.000 m          | –           | –       | –             | –             | 28:19,04 min  | 6             | 6             |
| Bashir Abdi | 10.000 m          | –           | –       | –             | –             | 28:11,76 min  | 2             | Silber        |
| Simon Debognies | 10.000 m          | –           | –       | –             | –             | 29:00,98 min  | 15            | 15            |
| Koen Naert | Marathon          | –           | –       | –             | –             | 2:09:51 h     | 1             | Gold          |
| Michael Obasuyi | 110 m Hürden      | 13,78 s     | 7       | 13,78 s       | 8             | ausgeschieden | ausgeschieden | 23            |
| Julien Watrin (Vorlauf) Robin Vanderbemden (Vorlauf) Jonathan Sacoor Dylan Borlée Jonathan Borlée (Finale) Kevin Borlée (Finale) | 4 × 400 m Staffel | –           | –       | 3:02,55 min   | 1             | 2:59,47 min   | 1             | Gold          |

 Springen und Werfen 
| Athleten          | Wettbewerb     | Qualifikation             | Qualifikation             | Finale        | Finale        | Rang |
| Athleten          | Wettbewerb     | Weite/Höhe                | Rang                      | Weite/Höhe    | Rang          | Rang |
| ----------------- | -------------- | ------------------------- | ------------------------- | ------------- | ------------- | ---- |
| Frauen            |                |                           |                           |               |               |      |
| Claire Orcel      | Hochsprung     | 1,81 m                    | 12                        | ausgeschieden | ausgeschieden | 23   |
| Männer            |                |                           |                           |               |               |      |
| Bram Ghuys        | Hochsprung     | 2,16 m                    | 13                        | ausgeschieden | ausgeschieden | 25   |
| Arnaud Art        | Stabhochsprung | 5,61 m                    | 11                        | 5,65 m        | 9             | 9    |
| Ben Broeders      | Stabhochsprung | NM (kein gültiger Sprung) | NM (kein gültiger Sprung) | ausgeschieden | ausgeschieden | NM   |
| Corentin Campener | Weitsprung     | 7,41 m                    | 14                        | ausgeschieden | ausgeschieden | 27   |

 Mehrkampf 
| Athletinnen        | 100 m Hürden | 100 m Hürden | Hochsprung | Hochsprung | Kugelstoßen | Kugelstoßen | 200 m    | 200 m  | Weitsprung | Weitsprung | Speerwurf | Speerwurf | 800 m      | 800 m  | Punkte | Rang |
| Athletinnen        | Zeit (s)     | Punkte       | Höhe (m)   | Punkte     | Weite (m)   | Punkte      | Zeit (s) | Punkte | Weite (m)  | Punkte     | Weite (m) | Punkte    | Zeit (min) | Punkte | Punkte | Rang |
| ------------------ | ------------ | ------------ | ---------- | ---------- | ----------- | ----------- | -------- | ------ | ---------- | ---------- | --------- | --------- | ---------- | ------ | ------ | ---- |
| Siebenkampf Frauen |              |              |            |            |             |             |          |        |            |            |           |           |            |        |        |      |
| Hanne Maudens      | 14,04        | 973          | 1,73       | 891        | 12,90       | 721         | 24,10    | 971    | 6,42       | 981        | 38,40     | 637       | 2:12,41    | 930    | 6104   | 10   |
| Nafissatou Thiam   | 13,69        | 1023         | 1,91       | 1119       | 15,35       | 884         | 24,81    | 904    | 6,60       | 1040       | 57,91     | 1014      | 2:19,35    | 832    | 6816   | Gold |
| Noor Vidts         | 14,08        | 967          | 1,79       | 966        | 11,83       | 650         | 24,80    | 905    | 6,04       | 862        | 24,81     | 379       | 2:16,69    | 869    | 5598   | 20   |

| Athleten                | 100 m    | 100 m | Weitsprung | Weitsprung | Kugelstoßen | Kugelstoßen | Hochsprung | Hochsprung | 400 m    | 400 m | 110 m Hürden | 110 m Hürden | Diskuswurf | Diskuswurf | Stabhochsprung | Stabhochsprung | Speerwurf | Speerwurf | 1500 m     | 1500 m | Punkte | Rang |
| Athleten                | Zeit (s) | Pkte. | Weite (m)  | Pkte.      | Weite (m)   | Pkte.       | Höhe (m)   | Pkte.      | Zeit (s) | Pkte. | Zeit (s)     | Pkte.        | Weite (m)  | Pkte.      | Höhe (m)       | Pkte.          | Weite (m) | Pkte.     | Zeit (min) | Pkte.  | Punkte | Rang |
| ----------------------- | -------- | ----- | ---------- | ---------- | ----------- | ----------- | ---------- | ---------- | -------- | ----- | ------------ | ------------ | ---------- | ---------- | -------------- | -------------- | --------- | --------- | ---------- | ------ | ------ | ---- |
| Zehnkampf Männer        |          |       |            |            |             |             |            |            |          |       |              |              |            |            |                |                |           |           |            |        |        |      |
| Thomas Van der Plaetsen | 11,48    | 757   | 7,41       | 913        | 13,35       | 689         | 2,05       | 850        | DNS      | DNS   | DNF          | DNF          | DNF        | DNF        | DNF            | DNF            | DNF       | DNF       | DNF        | DNF    | DNF    | DNF  |

### Rudern
| Athleten                     | Wettbewerb                  | Vorlauf     | Vorlauf | Hoffnungslauf | Hoffnungslauf | Halbfinale  | Halbfinale | Finale               | Finale | Rang |
| Athleten                     | Wettbewerb                  | Zeit        | Rang    | Zeit          | Rang          | Zeit        | Rang       | Zeit                 | Rang   | Rang |
| ---------------------------- | --------------------------- | ----------- | ------- | ------------- | ------------- | ----------- | ---------- | -------------------- | ------ | ---- |
| Männer                       |                             |             |         |               |               |             |            |                      |        |      |
| Ruben Somers                 | Leichtgewichts-Einer        | 7:25,28 min | 3       | –             | –             | 7:14,68 min | 4          | B-Finale 7:09,68 min | 3      | 9    |
| Tim Brys Niels van Zandweghe | Leichtgewichts-Doppelzweier | 6:54,53 min | 2       | –             | –             | 6:28,68 min | 2          | 6:24,83 min          | 4      | 4    |
| Pierre de Loof Ruben Claeys  | Zweier ohne Steuermann      | 6:36,88 min | 3       | –             | –             | 6:39,96 min | 6          | B-Finale 6:30,43 min | 5      | 11   |

### Radsport

#### Bahn
| Athleten                                                   | Wettbewerb            | Qualifikation | Qualifikation | Sechzehntelfinale | Sechzehntelfinale | Achtelfinale  | Achtelfinale  | Viertelfinale | Viertelfinale | Halbfinale    | Halbfinale    | Finals        | Finals        | Rang   |
| Athleten                                                   | Wettbewerb            | Zeit          | Rang          | Zeit              | Rang              | Zeit          | Rang          | Zeit          | Rang          | Zeit          | Rang          | Zeit          | Rang          | Rang   |
| ---------------------------------------------------------- | --------------------- | ------------- | ------------- | ----------------- | ----------------- | ------------- | ------------- | ------------- | ------------- | ------------- | ------------- | ------------- | ------------- | ------ |
| Frauen                                                     |                       |               |               |                   |                   |               |               |               |               |               |               |               |               |        |
| Isabelle Beckers                                           | Einer-Verfolgung      | 3:50,632 min  | 23            | –                 | –                 | –             | –             | –             | –             | –             | –             | ausgeschieden | ausgeschieden | 23     |
| Annelies Dom                                               | Einer-Verfolgung      | 3:44,537 min  | 16            | –                 | –                 | –             | –             | –             | –             | –             | –             | ausgeschieden | ausgeschieden | 16     |
| Nicky Degrendele                                           | Sprint                | 11,321 s      | 14            | 11,482 s          | 1                 | –             | 2             | ausgeschieden | ausgeschieden | ausgeschieden | ausgeschieden | ausgeschieden | ausgeschieden | 14     |
| Nicky Degrendele                                           | Keirin                | –             | 1             | –                 | 1                 | –             | –             | –             | –             | –             | –             | –             | 2             | Silber |
| Lotte Kopecky Gilke Croket Shari Bossuyt Annelies Dom      | Mannschaftsverfolgung | 4:31,147 min  | 6             | –                 | –                 | –             | –             | –             | –             | 4:28,911 min  | 6             | ausgeschieden | ausgeschieden | 6      |
| Männer                                                     |                       |               |               |                   |                   |               |               |               |               |               |               |               |               |        |
| Ayrton De Pauw                                             | Sprint                | 10,272 s      | 20            | –                 | 2                 | ausgeschieden | ausgeschieden | ausgeschieden | ausgeschieden | ausgeschieden | ausgeschieden | ausgeschieden | ausgeschieden | 20     |
| Ayrton De Pauw                                             | Zeitfahren            | 1:02,708 min  | 14            | ausgeschieden     | ausgeschieden     | ausgeschieden | ausgeschieden | ausgeschieden | ausgeschieden | ausgeschieden | ausgeschieden | ausgeschieden | ausgeschieden | 14     |
| Ayrton De Pauw                                             | Keirin                | –             | 5             | Hoffnungs-lauf    | 3                 | –             | –             | –             | –             | ausgeschieden | ausgeschieden | ausgeschieden | ausgeschieden | 17     |
| Sasha Weemaes                                              | Einer-Verfolgung      | 4:40,059 min  | 22            | –                 | –                 | –             | –             | –             | –             | –             | –             | ausgeschieden | ausgeschieden | 22     |
| Robbe Ghys Kenny De Ketele Lindsay De Vylder Sasha Weemaes | Mannschaftsverfolgung | 4:00,022 min  | 7             | –                 | –                 | –             | –             | –             | –             | 3:59,519 min  | 7             | ausgeschieden | ausgeschieden | 7      |

Scratch und Ausscheidungsrennen
| Athleten          | Wettbewerb          | Rang   |
| ----------------- | ------------------- | ------ |
| Frauen            |                     |        |
| Gilke Crokert     | Ausscheidungsrennen | 19     |
| Jolien D’hoore    | Scratch             | Bronze |
| Männer            |                     |        |
| Moreno De Pauw    | Ausscheidungsrennen | 8      |
| Lindsay De Vylder | Scratch             | 10     |

Mehrkampf
| Athleten      | Temporennen | Temporennen | Punkte- fahren | Punkte- fahren | Ausscheidungsfahren | Ausscheidungsfahren | Scratch | Scratch | Punkte | Rang |
| Athleten      | Punkte      | Rang        | Punkte         | Rang           | Punkte              | Rang                | Punkte  | Rang    | Punkte | Rang |
| ------------- | ----------- | ----------- | -------------- | -------------- | ------------------- | ------------------- | ------- | ------- | ------ | ---- |
| Omnium Frauen |             |             |                |                |                     |                     |         |         |        |      |
| Lotte Kopecky | 36          | 3           | 1              | 14             | 16                  | 13                  | 30      | 6       | 83     | 8    |
| Omnium Männer |             |             |                |                |                     |                     |         |         |        |      |
| Robbe Ghys    | 20          | 11          | 31             | 3              | 38                  | 6                   | 22      | 10      | 103    | 6    |

Punkterennen und Zweier-Mannschaftsfahren
| Athleten                     | Wettbewerb               | Qualifikation | Qualifikation | Finale | Finale | Rang   |
| Athleten                     | Wettbewerb               | Punkte        | Rang          | Punkte | Rang   | Rang   |
| ---------------------------- | ------------------------ | ------------- | ------------- | ------ | ------ | ------ |
| Frauen                       |                          |               |               |        |        |        |
| Lotte Kopecky                | Punkterennen             | –             | –             | 23     | 6      | 6      |
| Lotte Kopecky Jolien D’hoore | Zweier-Mannschaftsfahren | –             | –             | 10     | 6      | 6      |
| Männer                       |                          |               |               |        |        |        |
| Kenny De Ketele              | Punkterennen             | –             | –             | 83     | 2      | Silber |
| Robbe Ghys Kenny De Ketele   | Zweier-Mannschaftsfahren | 15            | 7             | 60     | 1      | Gold   |

#### Straße
| Athleten           | Wettbewerb    | Zeit         | Rang   |
| ------------------ | ------------- | ------------ | ------ |
| Frauen             |               |              |        |
| Ann-Sophie Duyck   | Zeitfahren    | 44:08 min    | 9      |
| Sanne Cant         | Straßenrennen | DNF          | DNF    |
| Sofie de Vuyst     | Straßenrennen | 3:28:21 h    | 18     |
| Valerie Demey      | Straßenrennen | DNF          | DNF    |
| Annelies Dom       | Straßenrennen | 3:34:05 h    | 59     |
| Kaat Hannes        | Straßenrennen | 3:28:15 h    | 7      |
| Ellen van Loy      | Straßenrennen | 3:32:02 h    | 39     |
| Männer             |               |              |        |
| Victor Campenaerts | Zeitfahren    | 53:38,78 min | Gold   |
| Yves Lampaert      | Zeitfahren    | 54:09,77 min | 4      |
| Dimitri Claeys     | Straßenrennen | DNF          | DNF    |
| Xandro Meurisse    | Straßenrennen | 5:50:09 h    | 6      |
| Jasper Stuyven     | Straßenrennen | 5:52:24 h    | 12     |
| Wout van Aert      | Straßenrennen | 5:50:02 h    | Bronze |
| Greg Van Avermaet  | Straßenrennen | 5:52:34 h    | 25     |
| Tosh Van der Sande | Straßenrennen | 5:54:56 h    | 47     |
| Dries Van Gestel   | Straßenrennen | DNF          | DNF    |
| Jelle Wallays      | Straßenrennen | 5:52:34 h    | 33     |

#### Mountainbike
| Athleten        | Wettbewerb    | Zeit      | Rang   |
| --------------- | ------------- | --------- | ------ |
| Frauen          |               |           |        |
| Githa Michiels  | Cross-Country | 1:34:56 h | Bronze |
| Männer          |               |           |        |
| Kevin Panhuyzen | Cross-Country | 1:36:09 h | 19     |
| Jens Schuermans | Cross-Country | 1:34:51 h | 13     |

#### BMX
| Athleten          | Wettbewerb | Vorlauf  | Vorlauf | Achtelfinale  | Achtelfinale  | Viertelfinale | Viertelfinale | Halbfinale    | Halbfinale    | Finale        | Finale        | Rang |
| Athleten          | Wettbewerb | Zeit     | Rang    | Zeit          | Rang          | Zeit          | Rang          | Zeit          | Rang          | Zeit          | Rang          | Rang |
| ----------------- | ---------- | -------- | ------- | ------------- | ------------- | ------------- | ------------- | ------------- | ------------- | ------------- | ------------- | ---- |
| Frauen            |            |          |         |               |               |               |               |               |               |               |               |      |
| Elke Vanhoof      | Race       | 40,519 s | 1       | –             | –             | –             | –             | 41,320 s      | 6             | ausgeschieden | ausgeschieden | 10   |
| Karo Vertessen    | Race       | 45,812 s | 8       | –             | –             | –             | –             | ausgeschieden | ausgeschieden | ausgeschieden | ausgeschieden | 19   |
| Männer            |            |          |         |               |               |               |               |               |               |               |               |      |
| Ruben Gommers     | Race       | 36,188 s | 1       | 1:40,719 min  | 7             | ausgeschieden | ausgeschieden | ausgeschieden | ausgeschieden | ausgeschieden | ausgeschieden | 37   |
| Marnicq Janssens  | Race       | 38,098 s | 6       | ausgeschieden | ausgeschieden | ausgeschieden | ausgeschieden | ausgeschieden | ausgeschieden | ausgeschieden | ausgeschieden | 56   |
| Wouter Segers     | Race       | 36,505 s | 5       | ausgeschieden | ausgeschieden | ausgeschieden | ausgeschieden | ausgeschieden | ausgeschieden | ausgeschieden | ausgeschieden | 42   |
| Elias Verbinnen   | Race       | 37,534 s | 6       | ausgeschieden | ausgeschieden | ausgeschieden | ausgeschieden | ausgeschieden | ausgeschieden | ausgeschieden | ausgeschieden | 55   |
| Mathijs Verhoeven | Race       | 36,195 s | 4       | 37,414 s      | 5             | ausgeschieden | ausgeschieden | ausgeschieden | ausgeschieden | ausgeschieden | ausgeschieden | 29   |

### Schwimmen
| Athleten                                                                           | Wettbewerb                 | Vorlauf     | Vorlauf | Halbfinale    | Halbfinale    | Finale        | Finale        | Rang          |
| Athleten                                                                           | Wettbewerb                 | Zeit        | Rang    | Zeit          | Rang          | Zeit          | Rang          | Rang          |
| ---------------------------------------------------------------------------------- | -------------------------- | ----------- | ------- | ------------- | ------------- | ------------- | ------------- | ------------- |
| Frauen                                                                             |                            |             |         |               |               |               |               |               |
| Camille Bouden                                                                     | 400 m Freistil             | 4:25,26 min | 25      | –             | –             | ausgeschieden | ausgeschieden | 25            |
| Kimberly Buys                                                                      | 50 m Schmetterling         | 25,80 s     | 3       | 25,76 s       | 3             | 25,74 s       | 3             | Bronze        |
| Kimberly Buys                                                                      | 100 m Schmetterling        | 58,23 s     | 4       | 58,99 s       | 13            | ausgeschieden | ausgeschieden | 13            |
| Juliette Dumont                                                                    | 50 m Freistil              | 26,56 s     | 42      | ausgeschieden | ausgeschieden | ausgeschieden | ausgeschieden | 42            |
| Valentine Dumont                                                                   | 100 m Freistil             | DNS         | DNS     | ausgeschieden | ausgeschieden | ausgeschieden | ausgeschieden | ausgeschieden |
| Valentine Dumont                                                                   | 200 m Freistil             | 1:59,30 min | 10      | 1:58,89 min   | 9             | ausgeschieden | ausgeschieden | 9             |
| Valentine Dumont                                                                   | 400 m Freistil             | 4:16,75 min | 14      | ausgeschieden | ausgeschieden | ausgeschieden | ausgeschieden | 14            |
| Lotte Goris                                                                        | 200 m Freistil             | 2:00,34 min | 19      | 2:00,69 min   | 15            | ausgeschieden | ausgeschieden | 15            |
| Fanny Lecluyse                                                                     | 50 m Brust                 | 31,43 s     | 16      | 31,57 s       | 15            | ausgeschieden | ausgeschieden | 15            |
| Fanny Lecluyse                                                                     | 100 m Brust                | 1:08,17 min | 12      | 1:07,95 min   | 10            | ausgeschieden | ausgeschieden | 10            |
| Fanny Lecluyse                                                                     | 200 m Brust                | 2:28,77 min | 14      | 2:25,76 min   | 5             | 2:26,01 min   | 6             | 6             |
| Valentine Dumont Juliette Dumont Lotte Goris Camille Bouden                        | 4 × 200 m Freistil Staffel | 8:08,59 min | 9       | –             | –             | ausgeschieden | ausgeschieden | 9             |
| Männer                                                                             |                            |             |         |               |               |               |               |               |
| Jasper Aerens                                                                      | 100 m Freistil             | 49,97 s     | 34      | ausgeschieden | ausgeschieden | ausgeschieden | ausgeschieden | 34            |
| Valentin Borisavljevic                                                             | 100 m Freistil             | 50,02 s     | 38      | ausgeschieden | ausgeschieden | ausgeschieden | ausgeschieden | 38            |
| Basten Caerts                                                                      | 100 m Brust                | 1:01,73 min | 32      | ausgeschieden | ausgeschieden | ausgeschieden | ausgeschieden | 32            |
| Louis Croenen                                                                      | 100 m Schmetterling        | 53,39 s     | 27      | ausgeschieden | ausgeschieden | ausgeschieden | ausgeschieden | 27            |
| Louis Croenen                                                                      | 200 m Schmetterling        | 1:57,11 min | 8       | 1:56,58 min   | 6             | 1:56,33 min   | 4             | 4             |
| Sebastian de Meulemeester                                                          | 200 m Freistil             | 1:50,62 min | 42      | ausgeschieden | ausgeschieden | ausgeschieden | ausgeschieden | 42            |
| Alexandre Marcourt                                                                 | 200 m Freistil             | 1:49,46 min | 21      | ausgeschieden | ausgeschieden | ausgeschieden | ausgeschieden | 21            |
| Thomas Thijs                                                                       | 200 m Freistil             | 1:49,69 min | 28      | ausgeschieden | ausgeschieden | ausgeschieden | ausgeschieden | 28            |
| Pieter Timmers                                                                     | 50 m Freistil              | DNS         | DNS     | ausgeschieden | ausgeschieden | ausgeschieden | ausgeschieden | ausgeschieden |
| Emmanuel Vanluchene                                                                | 100 m Freistil             | 50,02 s     | 39      | ausgeschieden | ausgeschieden | ausgeschieden | ausgeschieden | 39            |
| Lorenz Weiremans                                                                   | 200 m Freistil             | 1:50,35 min | 40      | ausgeschieden | ausgeschieden | ausgeschieden | ausgeschieden | 40            |
| Sebastian de Meulemeester Emmanuel Vanluchene Valentin Borisavljevic Jasper Aerens | 4 × 100 m Freistil Staffel | 3:18,36 min | 14      | –             | –             | ausgeschieden | ausgeschieden | 14            |
| Sebastian de Meulemeester Alexandre Marcourt Thomas Thijs Lorenz Weiremans         | 4 × 200 m Freistil Staffel | 7:18,75 min | 10      | –             | –             | ausgeschieden | ausgeschieden | 10            |
| Logan Vanhuys                                                                      | 10 km Freiwasser           | –           | –       | –             | –             | 1:50:43,9 h   | 19            | 19            |
| Mixed                                                                              |                            |             |         |               |               |               |               |               |
| Jasper Aerens Emmanuel Vanluchene Juliette Dumont Lotte Goris                      | 4 × 100 m Freistil Staffel | 3:31,76 min | 10      | –             | –             | ausgeschieden | ausgeschieden | 10            |
| Emmanuel Vanluchene Basten Caerts Kimberly Buys Juliette Dumont                    | 4 × 100 m Lagen Staffel    | 3:51,22 min | 10      | –             | –             | ausgeschieden | ausgeschieden | 10            |

### Turnen
| Athleten                                                                        | Wettbewerb   | Qualifikation | Qualifikation | Finale        | Finale        | Rang   |
| Athleten                                                                        | Wettbewerb   | Punkte        | Rang          | Punkte        | Rang          | Rang   |
| ------------------------------------------------------------------------------- | ------------ | ------------- | ------------- | ------------- | ------------- | ------ |
| Frauen                                                                          |              |               |               |               |               |        |
| Maellyse Brassart                                                               | Balken       | 13,066        | 8             | 12,266        | 7             | 7      |
| Maellyse Brassart                                                               | Boden        | 12,633        | 25            | ausgeschieden | ausgeschieden | 25     |
| Nina Derwael                                                                    | Stufenbarren | 14,400        | 2             | 14,733        | 1             | Gold   |
| Nina Derwael                                                                    | Balken       | 13,500        | 1             | 13,600        | 2             | Silber |
| Nina Derwael                                                                    | Boden        | 12,866        | 13            | ausgeschieden | ausgeschieden | 13     |
| Axelle Klinckaert                                                               | Stufenbarren | 13,300        | 16            | ausgeschieden | ausgeschieden | 16     |
| Axelle Klinckaert                                                               | Balken       | 12,333        | 31            | ausgeschieden | ausgeschieden | 31     |
| Axelle Klinckaert                                                               | Boden        | 13,400        | 3             | 13,400        | 3             | Bronze |
| Senna Derkis                                                                    | Stufenbarren | 13,000        | 21            | ausgeschieden | ausgeschieden | 21     |
| Nina Derwael Axelle Klinckaert Maellyse Brassart Senna Derkis                   | Team         | 159,331       | 3             | DNS           | DNS           | 9      |
| Männer                                                                          |              |               |               |               |               |        |
| Dennis Goossens                                                                 | Ringe        | 14,766        | 5             | 13,700        | 7             | 7      |
| Noah Kuavita                                                                    | Seitpferd    | 12,600        | 61            | ausgeschieden | ausgeschieden | 61     |
| Noah Kuavita                                                                    | Baren        | 13,533        | 32            | ausgeschieden | ausgeschieden | 32     |
| Noah Kuavita                                                                    | Reck         | 14,033        | 4             | 12,266        | 8             | 8      |
| Luka Van der Keybus                                                             | Boden        | 11,866        | 84            | ausgeschieden | ausgeschieden | 84     |
| Luka Van der Keybus                                                             | Barren       | 13,333        | 40            | ausgeschieden | ausgeschieden | 40     |
| Luka Van der Keybus                                                             | Reck         | 12,900        | 31            | ausgeschieden | ausgeschieden | 31     |
| Jonathan Vrolix                                                                 | Boden        | 14,100        | 10            | DNS (Reserve) | DNS (Reserve) | 10     |
| Jonathan Vrolix                                                                 | Seitpferd    | 12,800        | 50            | ausgeschieden | ausgeschieden | 50     |
| Jonathan Vrolix                                                                 | Ringe        | 12,633        | 58            | ausgeschieden | ausgeschieden | 58     |
| Maxime Gentges                                                                  | Boden        | 13,333        | 36            | ausgeschieden | ausgeschieden | 36     |
| Maxime Gentges                                                                  | Ringe        | 13,333        | 36            | ausgeschieden | ausgeschieden | 36     |
| Maxime Gentges                                                                  | Barren       | 13,333        | 38            | ausgeschieden | ausgeschieden | 38     |
| Maxime Gentges                                                                  | Reck         | 12,033        | 65            | ausgeschieden | ausgeschieden | 65     |
| Dennis Goossens Noah Kuavita Luka Van der Keybus Jonathan Vrolix Maxime Gentges | Team         | 238,528       | 12            | ausgeschieden | ausgeschieden | 12     |

### Triathlon
| Athleten                                                    | Wettbewerb    | Zeit      | Rang   |
| ----------------------------------------------------------- | ------------- | --------- | ------ |
| Frauen                                                      |               |           |        |
| Valery Barthelemy                                           | Triathlon     | 2:04:51 h | 18     |
| Hanne de Vet                                                | Triathlon     | 2:11:15 h | 31     |
| Claire Michel                                               | Triathlon     | 2:02:06 h | 5      |
| Männer                                                      |               |           |        |
| Christophe de Keyser                                        | Triathlon     | 1:53:10 h | 38     |
| Jelle Geens                                                 | Triathlon     | 1:48:47 h | 5      |
| Marten Van Riel                                             | Triathlon     | 1:47:40 h | Bronze |
| Mixed                                                       |               |           |        |
| Claire Michel Jelle Geens Valery Barthelemy Marten Van Riel | Mixed-Staffel | 1:15:29 h | Bronze |

## Weblink
- offizielle European Championship Website